# 밀양 박양춘 여표비각
밀양 박양춘 여표비각(密陽 朴陽春 閭表碑閣)은 대한민국 경상남도 밀양시 부북면 후사포리에 있는 비각이다.
1993년 1월 8일 경상남도의 문화재자료 제195호 박양춘 여표비각으로 지정되었다가, 2018년 12월 20일 현재의 명칭으로 변경되었다.

## 개요
여표비란 정려(旌閭:충신·효자·열녀 등의 언행과 정신을 기리기 위해 그들을 표창함)의 표시로 세워두는 비로, 이 비는 조선시대의 사람인 박양춘의 효행을 기리고 있다.
박양춘(1561∼1631)은 임진왜란 중에 그가 지극정성으로 모시던 할머니와 어머니가 함께 돌아가시자, 난을 피하지 않고 밤낮으로 크게 통곡하였다. 이곳을 지나가던 왜장이 그의 효심에 감복하여 출천지효(出天之孝 : 하늘에서 내린 효자) 라는 글씨를 써서 왜병으로부터의 침범을 막아주었는데, 이것이 여표비의 유래가 되었다 한다.
현재 비는 담장이 둘러진 비각 안에 마련되어 있다.

## 참고 문헌
- 밀양 박양춘 여표비각 - 국가유산청 국가유산포털